# Palazzo Giulio Pallavicini
Il palazzo Giulio Pallavicini, anche detto Palazzo Forcheri, è un edificio sito in piazza De Ferrari al civico 2 nel centro storico di Genova. L'edificio fu inserito nella lista dei palazzi iscritti ai Rolli di Genova.

## Storia e descrizione
Costruito nel 1586 per Giulio Pallavicini, su disposizioni del cognato Gio. Batta Doria, compare una sola volta nei rolli di Genova del 1599. Il palazzo, che rappresenta solo una parte dell'attuale civico (Verso salita di San Matteo), fu costruito sul lotto della casa di Barbara Usodimare tagliata in due per aprire una comunicazione diretta tra le piazze di San Matteo e San Domenico nel 1586.
Nel 1798 appartenne a Gio. Andrea Pallavicini poi, a fine XIX secolo, a Luigi Rolla. Il palazzo attiguo a fine XVIII secolo appartenne a Domenico Carrega, nel 1826 fu venduta a Francesco Peloso, nel 1864 ai Chiarella e, vent'anni dopo, a Giambattista Forcheri, discendente del Beato Damiano Forcheri.
Nel XIX secolo, con l'apertura di via Carlo Felice e con la trasformazione di piazza San Domenico (oggi largo Sandro Pertini), viene rimodellato il prospetto dell'intero isolato sulla piazza; tuttavia l'accorpamento con adozione di un solo vano scala e l'unificazione non paiono ben riusciti. Dal 1898 al 1968 il palazzo ospita la sede del giornale Il Secolo XIX; oggi è destinato ad uffici.
Nella ristrutturazione recente il palazzo già Carrega risulta più trasformato: l'antico scalone sopravvive sino al primo piano. In salita di San Matteo, sotto palazzo Pallavicini, appare un portico medievale a tre fornici con colonne in marmo recanti l'arme dei Doria con aquila imperiale.